# Gaheta
Gaheta är ett vattendrag i Burundi.   Det ligger i provinsen Ngozi, i den norra delen av landet, 100 kilometer nordost om huvudstaden Bujumbura.
Omgivningarna runt Gaheta är en mosaik av jordbruksmark och naturlig växtlighet. Runt Gaheta är det tätbefolkat, med 369 invånare per kvadratkilometer.